# Латышская Википедия
Латы́шская Википе́дия (латыш. Latviešu Vikipēdija) — раздел Википедии на латышском языке, число носителей которого приблизительно составляет 2 миллиона человек.
Создан 6 июня 2003 года, заглавная страница появилась 6 октября того же года. По состоянию на 16 июля 2025 года Латышская Википедия занимает 68 место среди всех языковых разделов Википедии, включая в себя 136 389 статей при показателе глубины, равном 71,2.
4 июля 2018 года латышский раздел присоединился к протестам против планируемого принятия Европарламентом т. н. «Директивы об авторском праве на едином цифровом рынке»
С 2011 года существует также Латгальская Википедия — википедия на латгальском языке.

## История
| Рост числа статей | Рост числа статей |
| Количество        | Дата              |
| ----------------- | ----------------- |
| 500 статей        | 15 декабря 2004   |
| 1000 статей       | 28 февраля 2005   |
| 2000 статей       | 15 октября 2005   |
| 5000 статей       | 7 сентября 2006   |
| 10 000 статей     | 19 июля 2007      |
| 15 000 статей     | 28 мая 2008       |
| 20 000 статей     | 13 февраля 2009   |
| 30 000 статей     | 19 сентября 2010  |
| 40 000 статей     | 18 февраля 2012   |
| 50 000 статей     | 20 августа 2013   |
| 60 000 статей     | 4 апреля 2015     |
| 70 000 статей     | 19 июня 2016      |
| 80 000 статей     | 17 ноября 2017    |
| 90 000 статей     | 27 декабря 2018   |
| 100 000 статей    | 24 января 2020    |
| 110 000 статей    | 15 декабря 2021   |
| 120 000 статей    | 19 мая 2023       |
| 130 000 статей    | 26 сентября 2024  |

### Забастовка в июле 2018 года

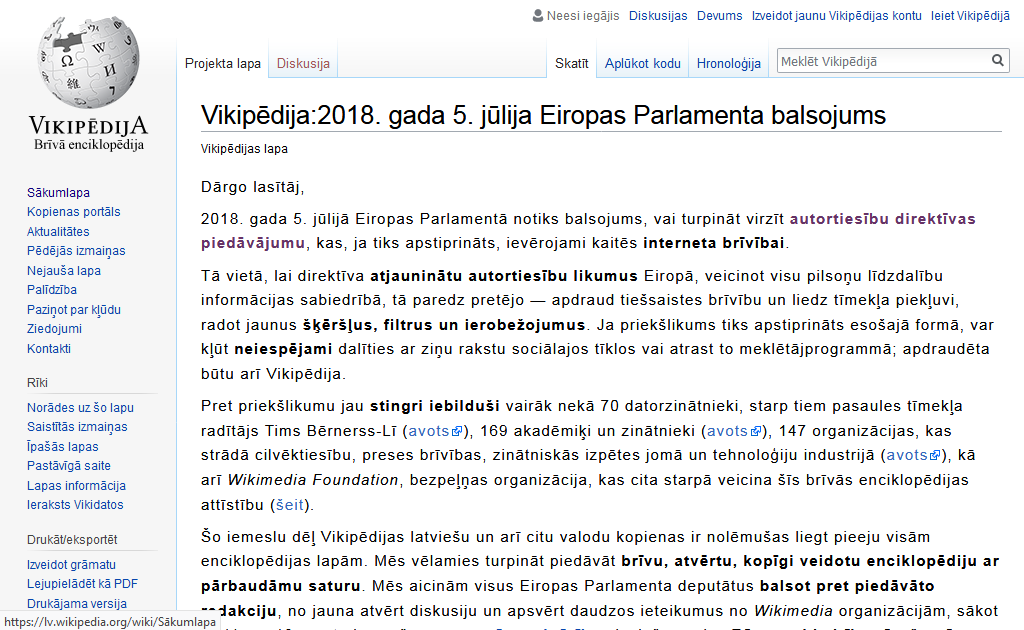
Скриншот Латышской Википедии 4 июля 2018 года.

4 июля 2018 года латышский раздел присоединился к протестам против планируемого принятия Европарламентом т. н. «Директивы об авторском праве на едином цифровом рынке». Посетители раздела не могли просматривать никакие статьи или обсуждения, и перенаправлялись на страницу с текстом заявления, поддерживающего протест против ужесточения копирайтных ограничений в интернете и призывающего присоединиться к акции.

## Основные статистические показатели

### Качественные
Как и в других разделах Википедии, самые качественные статьи Латышской Википедии имеют соответствующий статус. По состоянию на 16 июля 2025 года в данном разделе Википедии 46 статей признаны избранными, 83 статьи — хорошими. Также статус избранного списка имеют 17 статей.

### Количественные
По состоянию на 16 июля 2025 года Латышская Википедия содержит 136 389 статей. В Латышской Википедии зарегистрировано 131 912 участников, из них 250 совершили какое-либо действие за последние 30 дней, а 14 участников имеют статус администратора. Общее число правок в разделе — 4 300 798. «Глубина» латышского раздела равна 71,2 — это шестой показатель среди разделов, содержащих от 10 000 до 100 000 статей.